# Baugulf von Fulda
Baugulf (auch Baugolf(us), Bagolf, Bougolf, latinisiert Bougolfus; † 8. Juli 815 in Wolfsmünster) war von 779 bis 802 Abt von Fulda.
Baugulf stammte aus rheinfränkischem Adel. Wie sein Bruder, Bischof Erkanbert von Minden, war er zuvor Mönch in Fulda. 
Als Nachfolger des Gründerabtes Sturmius führte er den Ausbau des 744 gegründeten Klosters Fulda weiter. Reiche Schenkungen des Adels und Karls des Großen ließen den Grundbesitz des Klosters bis zum Beginn des 9. Jahrhunderts auf ca. 6000 Hufen und Mansen und ca. 30000 Morgen Salland anwachsen und ermöglichten eine Vermehrung der Mönche von 364 im Jahr 781 auf mindestens 603 im Jahr 825 sowie die Gründung von Nebenklöstern wie Hünfeld und Rasdorf. Die von der älteren Forschung in die Baugulfzeit datierten und mit der Sachsenmission in Verbindung gebrachten Gründungen Großburschla, Hameln und Brunshausen werden neuerdings später angesetzt. Doch wurde die bereits unter Baugulfs Vorgänger eingeleitete Beteiligung Fuldas an der Unterwerfung und Missionierung der Sachsen (Kommandantur der Eresburg 779) zweifellos fortgesetzt.
Ebenfalls auf Initiative Karls des Großen (epistula de litteris colendis) wurde die Bildungsreform der karolingischen Renaissance bzw. Renovatio auch in Fulda eingeführt. Der wie andere Fuldaer Mönche, z. B. der Kaiserbiograph Einhard und der spätere Abt Hatto, zur Ausbildung an die Hofschule Karls des Großen und nach Tours zu Alkuin gesandte spätere Abt und bedeutende Gelehrte Hrabanus Maurus wurde Lehrer an der Klosterschule. Die Anfänge des Aufbaus einer Klosterbibliothek, deren Bestände über den engsten Bereich biblischen und monastischen Schrifttums hinausreichten, dürften in diese Zeit fallen. Unter Baugulf setzt auch die annalistische Geschichtsschreibung im Kloster Fulda ein.
Angesichts der wachsenden Größe und Bedeutung des Konvents begann Baugulf mit dem Neubau der Klosterkirche. Der Vorgängerbau wurde überbaut und bedeutend vergrößert. Die Bauleitung lag bei dem Fuldaer Mönch Ratgar von Fulda, der später Baugulfs Nachfolger werden sollte.
Unklar ist die Rolle, die Baugulf anlässlich der sog. Hardrat-Verschwörung 785 spielte. Einiges spricht dafür, dass er über verwandtschaftliche Beziehungen zu führenden Mitgliedern aus dem thüringischen Adel verfügte, was erklären könnte, dass diese sich in das Kloster flüchteten, angeblich um sich dem Schutz des Patrons Bonifatius zu unterstellen. Möglicherweise hofften sie auf Fürsprache durch ihren Verwandten Abt Baugulf.
Ein Konflikt mit Bischof Bernwelf von Würzburg um die Auslegung des Zachariasprivilegs fällt in das Jahr 794 oder 800. Bernwelf hatte auf Fuldaer Gebiet oder sogar im Hauptkloster selbst eine Weihe vorgenommen, ohne dazu durch die im Privileg vorgeschriebene Invitation vonseiten des Abts und des Konventes legitimiert zu sein. Der Kaiser entschied diesen Streit zugunsten Baugulfs. 
Gegen Ende der Amtszeit kam es zu Konflikten zwischen Abt und Konvent, die schließlich trotz der Vermittlungsbemühungen Alkuins zur Resignation Baugulfs führten. Ihm war vorgeworfen worden, sich von den strengen Fuldaer Consuetudines dispensiert zu haben. Er zog sich auf das Nebenkloster Wolfsmünster bei Gemünden zurück. Am 8. Juli 815 starb er dort und wurde dort auch beigesetzt. Seine Vita wurde im Auftrag Abt Eigils von dem Fuldaer Mönch Brun Candidus von Fulda verfasst. Sie wird bereits in den spätmittelalterlichen Bücherverzeichnissen des Klosters Fulda nicht mehr erwähnt, war also vielleicht bereits damals verloren, spätestens bei der Zerstörung der Fuldaer Bibliothek im Dreißigjährigen Krieg ist sie untergegangen.